# Sonate K. 429
La sonate K. 429 (F.375/L.132) en la majeur est une œuvre pour clavier du compositeur italien Domenico Scarlatti.

## Présentation
La sonate K. 429 est une charmante barcarolle italienne mue à 
. Elle contraste fortement avec la sonate précédente qui lui est liée. Scarlatti crée un climat lyrique fait d'arabesques à la basse, d'oscillation sinueuses de la polyphonie et de gammes conclusives descendantes sur deux octaves. Après plus de 400 sonates, le compositeur réserve encore « bien des surprises et des plaisirs ».

## Manuscrits
Le manuscrit principal est le numéro 12 du volume X de Venise (1754), copié pour Maria Barbara ; les autres sont Parme XII 19, Münster II 36.

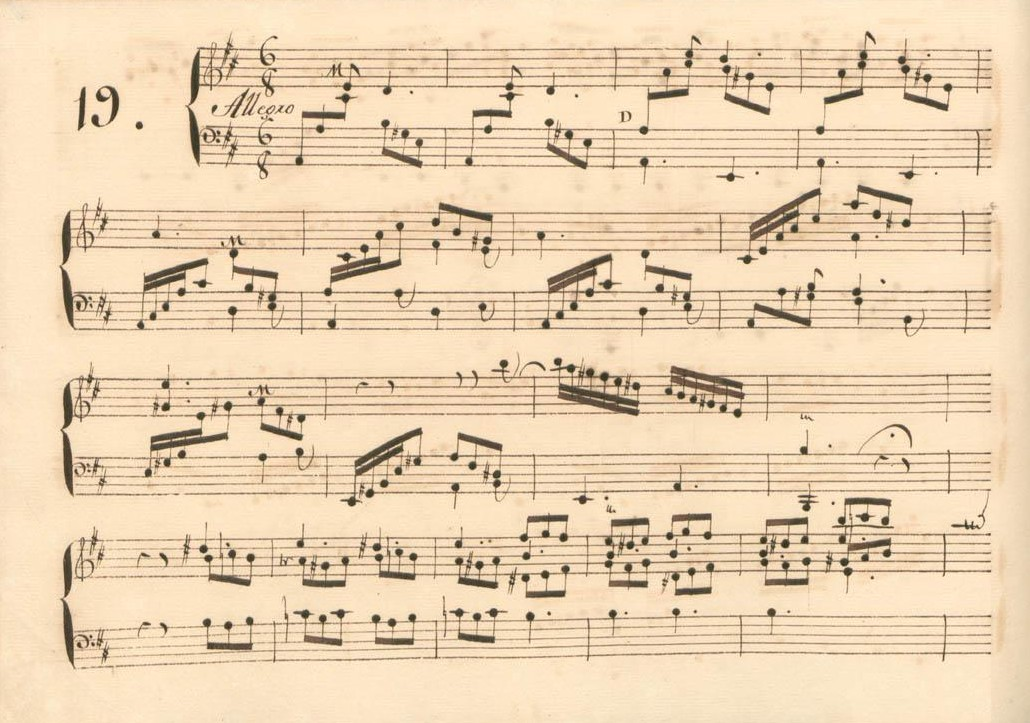
Parme XII 19.
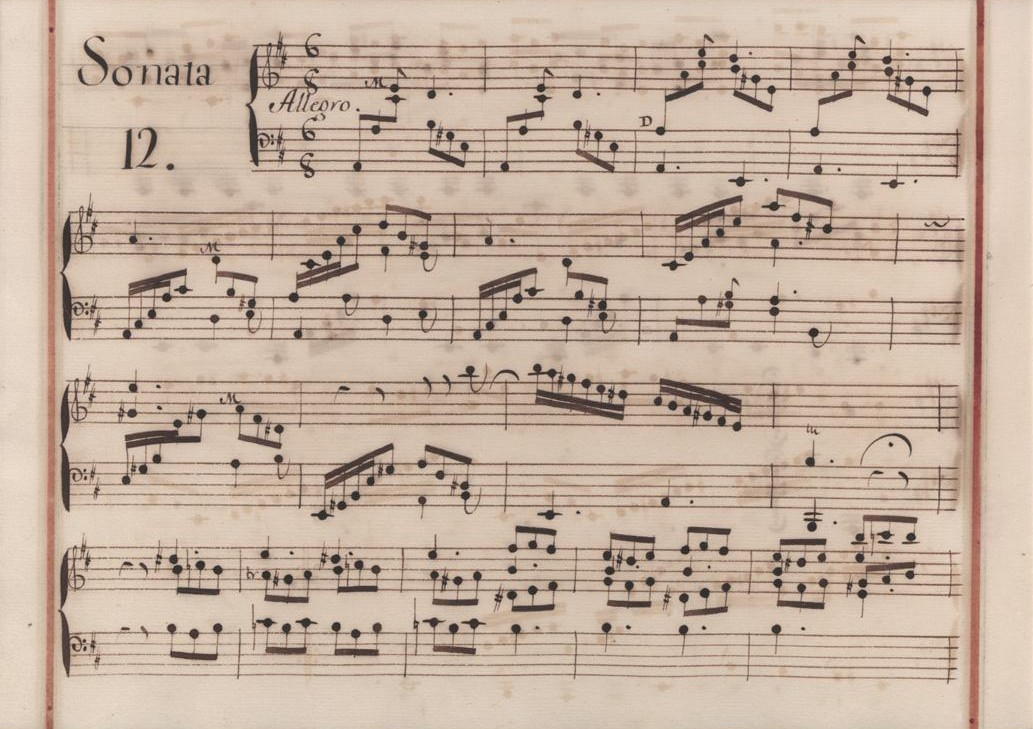
Venise X 12.

## Interprètes
Cette sonate est défendue par Inger Södergren (Calliope/Saphir, 1988), Ievgueni Zarafiants (1999, Naxos vol. 6), Ievgueni Soudbine (BIS, 2004) et Angela Hewitt (2017) ; au clavecin, elle est enregistrée par Wanda Landowska (1934), Blandine Verlet (1976), Colin Tilney (1979), Scott Ross (1985), Colin Booth (1994, Olympia), Luc Beauséjour, Carole Cerasi (2010, Metronome) et Pierre Hantaï (2020, Mirare) notamment.

## Sources
: document utilisé comme source pour la rédaction de cet article.
- Ralph Kirkpatrick (trad. de l'anglais par Dennis Collins), Domenico Scarlatti, Paris, Lattès, coll. « Musique et Musiciens », 1982 (1re éd. 1953 (en)), 493 p. (OCLC 954954205, BNF 34689181).
- Alain de Chambure, « Domenico Scarlatti : Intégrale des sonates — Scott Ross », p. 221, Erato (2564-62092-2), 1985 (OCLC 891183737) .